# Satu Nou (gmina Solești)
Satu Nou – wieś w Rumunii, w okręgu Vaslui, w gminie Solești. W 2011 roku liczyła 369 mieszkańców.